# Star Wars: Episode III – Die Rache der Sith

Logo der Star-Wars-Reihe

Star Wars: Episode III – Die Rache der Sith (Originaltitel Star Wars: Episode III – Revenge of the Sith) ist ein US-amerikanischer Science-Fiction-Film aus dem Jahr 2005 und der dritte Teil der Star-Wars-Saga. Regie führte George Lucas, die Hauptrollen sind mit Ewan McGregor, Natalie Portman, Hayden Christensen und Ian McDiarmid besetzt. Der Film kam am 19. Mai 2005 weltweit in die Kinos.

## Handlung
Seit drei Jahren toben die Klonkriege in der Galaxis. Die Galaxie erscheint zerrüttet und von Kämpfen mit der Konföderation Unabhängiger Systeme (KUS) durchsät. Anakin Skywalker ist aufgrund seines Heldenmutes in vielen Kämpfen inzwischen in den Rang eines Jedi-Ritters aufgestiegen. Doch Misstrauen gegenüber dem Jedi-Orden und seine Angst, seine Ehefrau Padmé zu verlieren, wie er einst seine Mutter verloren hat, führen ihn immer weiter zur dunklen Seite der Macht. Dabei setzt er sowohl das Verhältnis zu seinem Mentor Obi-Wan Kenobi als auch seine Ehe aufs Spiel.
Als es den Separatisten unter der Führung von Count Dooku und dem Droidengeneral Grievous gelingt, Kanzler Palpatine aus der Hauptstadt von Coruscant zu entführen, beginnt eine gigantische Weltraumschlacht im Orbit von Coruscant. Die Flotte der Republik versucht, die Fliehenden aufzuhalten und den Kanzler zu befreien. Anakin Skywalker und Obi-Wan führen die Rettungsaktion an. Es gelingt ihnen, an Bord des Flaggschiffes von General Grievous zu kommen und sich bis zum Kanzler vorzukämpfen. Als sie ihn befreien wollen, tritt ihnen Count Dooku entgegen. Er macht Obi-Wan kampfunfähig, sodass Anakin ihm allein gegenübersteht. Dieser ist seit dem letzten Duell mit dem Sith-Lord mächtiger und erfahrener geworden. Anakin Skywalker gelingt es, Dooku zu verwunden. Auf den Befehl des gefesselten Kanzlers hin enthauptet Anakin Skywalker den Wehrlosen entgegen dem Ehrenkodex der Jedi. Zusammen mit dem Kanzler, dem bewusstlosen Obi-Wan und R2-D2 fliegt Anakin mit dem Flaggschiff von Grievous, der inzwischen mit einer Rettungskapsel geflohen ist, zurück nach Coruscant.
Dort ernennt Kanzler Palpatine Anakin Skywalker zu seinem persönlichen Repräsentanten im Jedi-Rat, allerdings soll er diesen auch ausspionieren. Anakin erhält daraufhin zwar einen Platz im Jedi-Rat, der Rang eines Meisters wird ihm jedoch verweigert, worüber er sich brüskiert zeigt. Der Rat erteilt ihm wiederum inoffiziell die Aufgabe, den Kanzler zu überwachen und dem Rat über jeden seiner Schritte Bericht zu erstatten. Obi-Wan erhält den Auftrag, General Grievous zu suchen, um ihn zu beseitigen und den Krieg damit zu beenden – sehr zu Anakins Frustration, denn er hätte seinen Meister auf dieser wichtigen Mission gerne unterstützt. Die Jedi erhoffen sich, dass der inzwischen sehr mächtige Kanzler durch die Beendigung des Krieges seine Notstandsvollmachten aufgeben muss. Meister Yoda bricht auf, um die von den Separatisten belagerten Wookiees auf Kashyyyk zu unterstützen. Obi-Wan und Anakin Skywalker verabschieden sich freundschaftlich, allerdings sieht sich letzterer im politischen Machtkampf zwischen dem Jedi-Rat und dem Kanzler zwiegespalten. Palpatine erkennt den Plan der Jedi und schürt das Misstrauen Anakins gegenüber dem Rat. Er erzählt ihm, wie ähnlich Sith und Jedi sich seien und welche Macht die Dunkle Seite verleihen könne. Durch die Bekanntgabe einer Fähigkeit, das Sterben geliebter Mitmenschen aufhalten zu können, weckt er Anakins Interesse.
Obi-Wan kann Grievous und den Separatistenrat auf dem Planeten Utapau aufspüren und fordert den Droidengeneral zum Duell auf. Nach einem kurzen Kampf erscheinen Kenobis Klontruppen auf dem Feld, woraufhin eine Schlacht beginnt. Grievous versucht zu entkommen, nach einer kurzen Verfolgungsjagd und einem weiteren Kampf wird er jedoch von Obi-Wan eliminiert.
Anakin erhält von Mace Windu den Auftrag, den Kanzler über den Fortschritt des Kriegsgeschehens zu informieren, um dessen Absichten offenzulegen. Mittlerweile fühlt sich Anakin jedoch vom Rat der Jedi ausgeschlossen und hat den Eindruck, von ihnen nicht in alle Geheimnisse der Macht einbezogen zu werden. Palpatine nutzt Anakins Frustration, um diesen an den Intentionen der Jedi zweifeln zu lassen. Schließlich offenbart er sich ihm als der dunkle Lord der Sith, wie vom Rat in einer Sitzung bereits vermutet wird. Anakin zeigt sich hin- und hergerissen zwischen der Loyalität zu den Jedi und der Freundschaft zu Palpatine, der ihn immer förderte und ihm nun die Macht verspricht, Padmé vor dem Tod zu bewahren, welchen er ständig in seinen Träumen vor Augen hat. Er bringt es nicht über sich, den Sith-Lord zu töten, aber er berichtet Meister Windu davon, wer der Kanzler wirklich ist. Windu spürt Anakins Verwirrung und ordnet ihn an, sich aus der bevorstehenden Konfrontation herauszuhalten und im Tempel zu bleiben. Dort nimmt der junge Jedi-Ritter Platz auf seinem Sitz in der verlassenen Ratskammer, muss an seine Frau denken und kämpft schließlich mit seinen Emotionen.
Windu sowie die Jedi-Meister Saesee Tiin, Kit Fisto und Agen Kolar wollen den Kanzler verhaften. Als sie in sein Büro eintreten, zieht Sidious ein Lichtschwert und tötet die Eskorte von Mace. Nur Windu kann Sidious standhalten und es gelingt ihm, den Sith-Lord zu entwaffnen. In diesem Moment kommt Anakin Skywalker ins Büro gestürmt. Sidious attackiert Windu daraufhin mit Machtblitzen, doch dieser kann mit Hilfe seines Lichtschwerts die Blitze reflektieren und schleudert sie auf das Gesicht des Sith zurück, welches sich zu deformieren beginnt, bis es sichtbar entstellt ist. Windu ist davon überzeugt, dass der Kanzler zu mächtig und zu einflussreich ist, um am Leben gelassen zu werden. Der entkräftete Darth Sidious bittet jedoch darum, nicht getötet zu werden. Anakin will den Jedi-Meister davon überzeugen, ihn lebendig dem Gericht zu überstellen, doch Windu ist strikt dagegen. Seiner Meinung nach kontrolliert der Kanzler die Gerichte, weshalb ein Verfahren eine Farce wäre. Als Windu mit seinem Lichtschwert ausholt, um den Sith zu töten, schlägt Anakin ihm seine Hand ab, die zusammen mit der Waffe darin aus dem Fenster fällt. Sidious nutzt den Augenblick, Windu mit seinen Machtblitzen aus eben diesem Fenster zu schleudern. Der aufgewühlte Anakin entscheidet sich für die Dunkle Seite und schwört Sidious die Treue, sofern dieser ihm helfe, Padmé vor dem Tod zu bewahren. Sidious erklärt Anakin wiederum zu seinem neuen Schüler und gibt ihm den Sith-Namen Darth Vader. Auf Befehl seines neuen Meisters sowie als Zeichen seiner Loyalität marschiert Vader zusammen mit der 501. Klonlegion in den Jedi-Tempel und tötet alle Anwesenden, einschließlich der Jünglinge, die nicht älter als elf Jahre alt sind. Das Massaker wird von Senator Bail Organa mit Entsetzen beobachtet, während die schwangere Padmé den Brand des Jedi-Tempels in ihrem Appartement aus der Ferne sieht.
Währenddessen erteilt Sidious den Klonen, die überall in der Galaxis verteilt unter dem Kommando der Jedi kämpfen, die Order 66, welche die Vernichtung der Jedi beinhaltet. Die Klone wenden sich daraufhin gegen die Jedi und töten sie. Auch Obi-Wan wird beschossen, der sich jedoch retten kann. Yoda spürt eine Erschütterung der Macht und kann sich der Klone entledigen. Andere Jedi haben allerdings weniger Glück. Meister Ki-Adi Mundi gerät auf Mygeeto hinterrücks ins Visier seiner Klone und wird erschossen. Auch Aayla Secura ereilt das gleiche Schicksal auf Felucia, während Meister Plo Koon über dem Himmel von Cato Neimoidia abgeschossen wird und in ein Gebäude kracht, wo er im Flammen-Inferno umkommt. Unmittelbar nach der Vernichtung der Jedi erklärt Darth Sidious in einer Sondersitzung des von ihm kontrollierten Galaktischen Senats, nachdem er seine Taten den Jedi unterstellt und diese zu Staatsfeinden erklärt hat, die Umformung der Republik in das erste Galaktische Imperium. Er ruft sich selbst zum Imperator aus, worauf der Senat mit donnerndem Applaus den Beginn der Neuen Ordnung begrüßt.
Yoda kann mithilfe der Wookiees den Klonen entkommen und schafft es genau wie Obi-Wan, sich an Bord des Schiffes von Senator Organa zu retten. Sie infiltrieren den Jedi-Tempel, wo sie zu ihrem Entsetzen auf einer Holo-Aufzeichnung erkennen, wer das Massaker verübt hat. Damit keine weiteren Jedi in die Falle gehen, sendet Obi-Wan eine Warnung an alle verbliebenen Jedi in der Galaxis. Die beiden Jedi machen sich auf, um den Imperator und Darth Vader zu stoppen. Obi-Wan folgt Anakin heimlich zusammen mit Padmé nach Mustafar, wohin dieser sich auf Befehl des Imperators begeben hat, um die verbleibenden Führer der Separatisten zu töten. Yoda stellt den Imperator in der Senatshalle von Coruscant zum Duell. Er lässt dessen Leibwächter ohnmächtig zusammenbrechen und wehrt die Angriffe des Sith, der ihn mit Machtblitzen attackiert und danach Senatssitze durch die Luft schleudert, mit Mühe ab. Doch die ungeheure Wucht explodierender Energie reißt Yoda von den Beinen und beendet den Kampf zugunsten Palpatines, als Yoda in die Tiefe stürzt. Trotzdem gelingt es ihm mit Organas Hilfe zu fliehen.
Als Obi-Wan und Padmé auf Mustafar ankommen, hat Anakin sein blutiges Werk bereits vollendet und Vizekönig Nute Gunray sowie die anderen Anführer der Separatisten getötet. Padmé versucht ihn davon zu überzeugen, sich von der dunklen Seite abzuwenden, doch Anakin will ihr nicht zuhören. Er glaubt, Padmé vertraue Obi-Wan mehr als ihm und habe diesen nach Mustafar geführt, um ihn zu töten, weshalb er sie für diesen Verrat bestrafen will. Er beginnt die hochschwangere Padmé mithilfe der Macht zu würgen, erst auf Drängen Obi-Wans lässt Anakin sie bewusstlos zu Boden gehen. Anakin teilt Obi-Wan mit, dass er keineswegs gezwungen sein möchte, diesen zu töten, aber da Obi-Wan seine Loyalität zur Republik und zur Demokratie bezeugt, sieht ihn Anakin als seinen Feind an. Zwischen den beiden entbrennt ein Duell auf Leben und Tod in den von Lava umströmten Industrieanlagen von Mustafar. Nach einem langen Kampf gelingt es Obi-Wan, Anakin die Beine und den verbliebenen menschlichen Arm abzutrennen, doch er bringt es nicht über sich, seinen ehemaligen Schüler und Freund, den er wie einen Bruder geliebt hat, den Gnadenstoß zu geben und überlässt ihn, nicht ohne sein Lichtschwert einzustecken, seinem Schicksal. Während Anakin im heißen Lavasand zu brennen beginnt, verlässt Obi-Wan mit der bewusstlosen Padmé den Planeten. Anakin bleibt am Leben und kurz darauf erscheint die Fähre des Imperators, der ihn zusammen mit den Klonkriegern am Ufer eines Lavaflusses findet. Der Imperator nimmt den verbrannten und verkrüppelten Körper mit nach Coruscant. Dort wird dieser technisch wiederhergestellt, wodurch Anakins Transformation zu Darth Vader vervollständigt wird.
Auf Polis Massa, einem bewohnten Asteroidengürtel, treffen sich Yoda, Obi-Wan und Senator Organa. Sie versuchen, Padmés Leben und das ihrer ungeborenen Kinder zu retten. Padmé schafft es, ihre Kinder zur Welt zu bringen, die Zwillinge Luke und Leia. Ihr selbst ist jedoch nicht mehr zu helfen. Aus Gründen, welche die Ärzte als mangelnden Lebenswillen beschreiben, stirbt sie schließlich.
Leia wird der Familie Organa auf Alderaan zur Adoption anvertraut. Obi-Wan bringt Luke in die Obhut von Owen und Beru Lars und zieht sich in der Wüste Tatooines zurück, um dort auf den kleinen Jungen aufzupassen. Yoda geht ins Exil auf den Planeten Dagobah. Darth Vader muss die Nachricht über den Tod seiner Frau vernehmen und macht seine ersten Schritte in seinem neuen Anzug. Wütend und voller Trauer über Padmés Tod entfacht er einen mächtigen Hass, den der Imperator zufrieden beobachtet. Die Geburt seiner beiden Kinder bleibt Vader jedoch verborgen. Derweil haben bereits die Arbeiten am Todesstern begonnen, den Palpatine, Vader und der imperiale Moff Tarkin begutachten. V-Flügel-Sternjäger, Vorgänger imperialer TIE-Jäger, kreisen um Venator-Sternenzerstörer und läuten die Ära des Imperiums ein.

## Einordnung in dasStar-Wars-Universum

### Chronologie
Die Rache der Sith bildet den Abschluss der Prequel-Trilogie, dessen Handlung etwa drei Jahre nach Angriff der Klonkrieger spielt und ca. 19 Jahre vor den Ereignissen von Krieg der Sterne endet. Die Serie Obi-Wan Kenobi (2022) stellt eine Fortsetzung zu den Ereignissen des Films dar.
| Die dunkle Bedrohung |                   |                   |                   |                   |                   |                   |               | I             |               |               |               |               |                          |                          |                          |                          |                          |                          |                          |                         |                         |                         |                         |                         |                         |                         |                         |                   |                   |                   |                         |                         |                         |                         |
| Angriff der Klonkrieger |                   |                   |                   |                   |                   |                   |               |               |               | II            |               |               |                          |                          |                          |                          |                          |                          |                          |                         |                         |                         |                         |                         |                         |                         |                         |                   |                   |                   |                         |                         |                         |                         |
| Die Rache der Sith |                   |                   |                   |                   |                   |                   |               |               |               |               |               | III           |                          |                          |                          |                          |                          |                          |                          |                         |                         |                         |                         |                         |                         |                         |                         |                   |                   |                   |                         |                         |                         |                         |
| Krieg der Sterne |                   |                   |                   |                   |                   |                   |               |               |               |               |               |               |                          |                          |                          |                          |                          |                          |                          |                         |                         | IV                      | IV                      |                         |                         |                         |                         |                   |                   |                   |                         |                         |                         |                         |
| Das Imperium schlägt zurück |                   |                   |                   |                   |                   |                   |               |               |               |               |               |               |                          |                          |                          |                          |                          |                          |                          |                         |                         |                         |                         |                         | V                       |                         |                         |                   |                   |                   |                         |                         |                         |                         |
| Die Rückkehr der Jedi-Ritter |                   |                   |                   |                   |                   |                   |               |               |               |               |               |               |                          |                          |                          |                          |                          |                          |                          |                         |                         |                         |                         |                         |                         | VI                      |                         |                   |                   |                   |                         |                         |                         |                         |
| Das Erwachen der Macht |                   |                   |                   |                   |                   |                   |               |               |               |               |               |               |                          |                          |                          |                          |                          |                          |                          |                         |                         |                         |                         |                         |                         |                         |                         |                   |                   |                   |                         | VII                     |                         |                         |
| Die letzten Jedi |                   |                   |                   |                   |                   |                   |               |               |               |               |               |               |                          |                          |                          |                          |                          |                          |                          |                         |                         |                         |                         |                         |                         |                         |                         |                   |                   |                   |                         |                         | VIII                    |                         |
| Der Aufstieg Skywalkers |                   |                   |                   |                   |                   |                   |               |               |               |               |               |               |                          |                          |                          |                          |                          |                          |                          |                         |                         |                         |                         |                         |                         |                         |                         |                   |                   |                   |                         |                         |                         | IX                      |
| Rogue One |                   |                   |                   |                   |                   |                   |               |               |               |               |               |               |                          |                          | a)                       |                          |                          |                          |                          |                         | R1                      |                         |                         |                         |                         |                         |                         |                   |                   |                   |                         |                         |                         |                         |
| Solo |                   |                   |                   |                   |                   |                   |               |               |               |               |               |               |                          |                          | a)                       |                          | S                        |                          |                          |                         |                         |                         |                         |                         |                         |                         |                         |                   |                   |                   |                         |                         |                         |                         |
| Die Abenteuer der jungen Jedi | YJA               |                   |                   |                   |                   |                   |               |               |               |               |               |               |                          |                          |                          |                          |                          |                          |                          |                         |                         |                         |                         |                         |                         |                         |                         |                   |                   |                   |                         |                         |                         |                         |
| The Clone Wars (+ Kinofilm) |                   |                   |                   |                   |                   |                   |               |               |               | TCW           | TCW           | TCW           |                          |                          |                          |                          |                          |                          |                          |                         |                         |                         |                         |                         |                         |                         |                         |                   |                   |                   |                         |                         |                         |                         |
| The Bad Batch |                   |                   |                   |                   |                   |                   |               |               |               |               |               | TBB           | TBB                      |                          |                          |                          |                          |                          |                          |                         |                         |                         |                         |                         |                         |                         |                         |                   |                   |                   |                         |                         |                         |                         |
| Rebels |                   |                   |                   |                   |                   |                   |               |               |               |               |               |               |                          |                          |                          |                          |                          |                          |                          | Rebels                  | Rebels                  |                         |                         |                         |                         |                         | b)                      |                   |                   |                   |                         |                         |                         |                         |
| Resistance |                   |                   |                   |                   |                   |                   |               |               |               |               |               |               |                          |                          |                          |                          |                          |                          |                          |                         |                         |                         |                         |                         |                         |                         |                         |                   |                   |                   | Resistance              | Resistance              | Resistance              | Resistance              |
| The Acolyte |                   |                   | c)                |                   | TA                |                   |               |               |               |               |               |               |                          |                          |                          |                          |                          |                          |                          |                         |                         |                         |                         |                         |                         |                         |                         |                   |                   |                   |                         |                         |                         |                         |
| Obi-Wan-Kenobi |                   |                   |                   |                   |                   |                   |               |               |               |               |               |               |                          |                          |                          |                          |                          | K                        |                          |                         |                         |                         |                         |                         |                         |                         |                         |                   |                   |                   |                         |                         |                         |                         |
| Andor |                   |                   |                   |                   |                   |                   |               |               |               |               |               |               |                          |                          |                          |                          |                          |                          |                          | Andor                   | Andor                   |                         |                         |                         |                         |                         |                         |                   |                   |                   |                         |                         |                         |                         |
| The Mandalorian |                   |                   |                   |                   |                   |                   |               |               |               |               |               |               |                          |                          |                          |                          |                          |                          |                          |                         |                         |                         |                         |                         |                         |                         |                         |                   | M                 |                   |                         |                         |                         |                         |
| Das Buch von Boba Fett |                   |                   |                   |                   |                   |                   |               |               |               |               |               |               |                          |                          |                          |                          |                          |                          |                          |                         |                         |                         |                         |                         |                         | c)                      | c)                      |                   | BF                |                   |                         |                         |                         |                         |
| Ahsoka |                   |                   |                   |                   |                   |                   |               |               |               |               |               |               |                          |                          |                          |                          |                          |                          |                          |                         |                         |                         |                         |                         |                         |                         |                         |                   | A                 |                   |                         |                         |                         |                         |
| Skeleton Crew |                   |                   |                   |                   |                   |                   |               |               |               |               |               |               |                          |                          |                          |                          |                          |                          |                          |                         |                         |                         |                         |                         |                         |                         |                         |                   | SC                |                   |                         |                         |                         |                         |
| Ära | Die Hohe Republik | Die Hohe Republik | Die Hohe Republik | Die Hohe Republik | Die Hohe Republik | Die Hohe Republik | Fall der Jedi | Fall der Jedi | Fall der Jedi | Fall der Jedi | Fall der Jedi | Fall der Jedi | Herrschaft des Imperiums | Herrschaft des Imperiums | Herrschaft des Imperiums | Herrschaft des Imperiums | Herrschaft des Imperiums | Herrschaft des Imperiums | Herrschaft des Imperiums | Zeitalter der Rebellion | Zeitalter der Rebellion | Zeitalter der Rebellion | Zeitalter der Rebellion | Zeitalter der Rebellion | Zeitalter der Rebellion | Zeitalter der Rebellion | Zeitalter der Rebellion | Die Neue Republik | Die Neue Republik | Die Neue Republik | Aufstieg der 1. Ordnung | Aufstieg der 1. Ordnung | Aufstieg der 1. Ordnung | Aufstieg der 1. Ordnung |
| _ Prequel-Trilogie (Episoden I–III) _ Original-Trilogie (Episoden IV–VI) _ Sequel-Trilogie (Episoden VII–IX) _ A-Star-Wars-Story-Filme _ (kanonische) Animations-Serien _ (kanonische) Real-Serien |                   |                   |                   |                   |                   |                   |               |               |               |               |               |               |                          |                          |                          |                          |                          |                          |                          |                         |                         |                         |                         |                         |                         |                         |                         |                   |                   |                   |                         |                         |                         |                         |
| Die Folgen der Serien Die Mächte des Schicksals und Geschichten der Jedi spielen jeweils zu unterschiedlichen Zeitpunkten, sodass eine Auflistung in der Tabelle nicht sinnvoll möglich ist. Ebenfalls nicht aufgelistet sind Miniserien, Kurzgeschichten, Comics, Bücher und andere Begleitwerke des offiziellen Star-Wars-Kanons sowie der Themenpark Star Wars: Galaxy’s Edge (zwischen VIII und IX). Zur schematischen Einordnung der Handlungen wird die fiktive Zeitrechnung des Star-Wars-Universums verwendet. Diese unterscheidet zwischen den Jahren vor der Schlacht von Yavin (VSY) und nach der Schlacht von Yavin (NSY). Die Schlacht von Yavin IV bildet das Ende von Krieg der Sterne (1977), bei dem Luke Skywalker und die Rebellenallianz den ersten Todesstern zerstören. |                   |                   |                   |                   |                   |                   |               |               |               |               |               |               |                          |                          |                          |                          |                          |                          |                          |                         |                         |                         |                         |                         |                         |                         |                         |                   |                   |                   |                         |                         |                         |                         |
| a) Prolog, b) Epilog, c) Rückblenden |                   |                   |                   |                   |                   |                   |               |               |               |               |               |               |                          |                          |                          |                          |                          |                          |                          |                         |                         |                         |                         |                         |                         |                         |                         |                   |                   |                   |                         |                         |                         |                         |

### Figuren und Orte

#### Hauptfiguren
- Obi-Wan Kenobi (Ewan McGregor), Jedi-Meister und General der Klonkriege, ehemaliger Mentor von Anakin Skywalker.
- Padmé Amidala (Natalie Portman), Ehefrau von Anakin Skywalker und Senatorin von Naboo.
- Anakin Skywalker/Darth Vader (Hayden Christensen), Jedi-Ritter, welcher einer alten Jedi-Prophezeiung nach als Auserwählter der Macht das Gleichgewicht bringen soll; Held und General der Klonkriege sowie Ehemann von Padmé Amidala.
- Sheev Palpatine/Darth Sidious (Ian McDiarmid), Oberster Kanzler der Galaktischen Republik und später Imperator des Galaktischen Imperiums.
- Yoda (Frank Oz), Jedi-Großmeister und führendes Mitglied im Hohen Rat der Jedi, ist für die Ausbildung der Jünglinge im Jedi-Tempel zuständig.
- Mace Windu (Samuel L. Jackson), Jedi-Meister und ein hervorragender Schwertkämpfer, führendes Mitglied im Hohen Rat der Jedi.
- Count Dooku/Darth Tyranus (Christopher Lee), ehemaliger Jedi-Meister und Ausbilder von Qui-Gon Jinn, folgt seinen eigenen Ideologien und führt eine Konföderation Unabhängiger Sternensysteme (KUS) gegen die Republik an.
- Grievous (Matthew Wood), Kaleesh-Cyborg und General der großen Droidenarmee der Konföderation Unabhängiger Systeme (KUS), entführt den Obersten Kanzler Palpatine.

#### Nebenfiguren
- Bail Organa (Jimmy Smits), Senator von Alderaan und später Adoptivvater von Leia Organa.
- Chewbacca (Peter Mayhew), Wookiee; wirkt an der Schlacht um seine Heimat Kashyyyk mit und kämpft an der Seite der Galaktischen Republik.
- Jar Jar Binks (Ahmed Best), Gungan; Abgeordneter im Senat.
- Cody (Temuera Morrison), Klon-Marschall-Kommandant unter der Kennzeichnung CC-2224, führt gemeinsam mit Obi-Wan Kenobi das 7. Luftwaffencorps und das 212. Angriffsbataillon der Klonarmee an, hat den höchsten Rang inne.
- C-3PO (Anthony Daniels), Protokolldroide und Weggefährte von R2-D2, in Diensten von Senatorin Amidala.
- Ki-Adi Mundi (Silas Carson), Cereaner; Jedi und General an der Front, führt die Eroberung der Industriewelt Mygeeto an.
- Nute Gunray (Silas Carson), Neimoidianer; Vizekönig der Handelsföderation und Mitglied im Separatistentat.
- R2-D2 (Kenny Baker), modifizierter Astromech-Droide der R2-Reihe und Weggefährte von C-3PO, in Diensten von Anakin Skywalker.
- Owen Lars (Joel Edgerton), Feuchtfarmer; lebt mit seiner Frau Beru auf dem unwirtlichen Planeten Tatooine; machte vor Ausbruch des Krieges die Bekanntschaft mit Anakin Skywalker.
- Beru Lars (Bonnie Piesse), Feuchtfarmerin und Gemahlin von Owen Lars; lebt auf dem unwirtlichen Planeten Tatooine; machte vor Ausbruch des Krieges die Bekanntschaft mit Anakin Skywalker.

#### Orte
- Coruscant, Hauptplanet und Regierungssitz der Galaktischen Republik sowie des nachfolgenden Galaktischen Imperiums; besteht zum größten Teil aus einer einzigen riesigen Stadt.
- Kashyyyk, fast vollständig von Wäldern bedeckter Planet und Heimatwelt der Wookiees; Yoda und weitere Jedi führen auf Kashyyyk eine Schlacht gegen die Konföderation an.
- Utapau, abgelegener Planet außerhalb des republikanischen Einflusses, der von zahlreichen, klaffenden Schlundlöchern übersät ist; hier tagt der Separatistenrat; Obi-Wan Kenobi führt hier eine Schlacht gegen die Konföderation an.
- Mygeeto, Industriewelt im Äußeren Rand, der unter der Kontrolle des Intergalaktischen Bankenclans steht; ist von einer dicken Eisschicht überzogen; Meister Ki-Adi-Mundi führt hier eine Schlacht gegen die Konföderation an.
- Felucia, Planet im Äußeren Rand und Heimat der Felucianer; besteht hauptsächlich aus dschungelartigen Pilzwäldern, die den größten Teil der Oberfläche bedecken; Jedi Aayla Secura bekämpft hier die Konföderation.
- Cato Neimoidia, von den Neimoidianern besiedelter Planet nahe deren Heimatplanet Neimoidia; ist mit einer Berglandschaft überzogen; Meister Plo Koon führt hier eine Schlacht gegen die Konföderation an.
- Saleucami, Planet im Äußeren Rand; weist sowohl trockene Wüstengebiete als auch feuchte Sümpfe auf; einige Jedi führen hier eine Schlacht gegen die Konföderation an.
- Mustafar, kleiner, vulkanischer Planet im Äußeren Rand; dient als neuer Unterschlupf für den Separatistenrat und gehört zur Techno-Union; Austragungsort des Kampfes zwischen Anakin Skywalker und Obi-Wan Kenobi.
- Polis Massa, abgelegener Asteroid im Äußeren Rand; Geburtsort von Leia Organa und Luke Skywalker; Todesort von Padmé Amidala.
- Naboo, Heimat von Amidala, Jar Jar sowie Palpatine; abgeschiedene, fruchtbare Welt im Mittleren Rand; ist geprägt von weitläufigen Wäldern, Grasebenen und Feuchtgebieten.
- Alderaan, Heimat der Familie Organa; ist von Meeren und Gebirgen geprägt. An den Hängen der Gebirge breiten sich große Wälder aus.
- Tatooine, Heimat der Familie Lars und Geburtsort von Anakin Skywalker; Wüstenplanet im Äußeren Rand, der sich im Orbit zweier Sonnen befindet; untersteht der Kontrolle der Hutten und wird von Schmugglern und Kopfgeldjägern aufgesucht.
- Dagobah, entlegener Sumpfplanet im Äußeren Rand, der sich durch seine unberührte und wilde Natur sowie einer natürlichen Verbindung zur Macht auszeichnet
- Todesstern, eine sich im Bau befindliche mondgroße Raumstation sowie Planetenkiller-Superwaffe des Galaktischen Imperiums.

## Hintergründe
- Star Wars: Episode III – Die Rache der Sith wurde durchgängig mit dem HDCAM-SR-System produziert. George Lucas bestätigte seinen Ruf als Pionier des Einsatzes digitaler Kinokameras, nachdem er schon für Star Wars: Episode II – Angriff der Klonkrieger HDCAM eingesetzt hatte.
- Wie schon in Star Wars: Episode II – Angriff der Klonkrieger wurden die gepanzerten Klonsoldaten komplett als Computeranimationen erstellt. In Szenen, in denen sie ohne Helm zu sehen sind, wurde der Kopf von Temuera Morrison auf die computergenerierten Körper kopiert.
- Der Star-Wars-Erfinder und Regisseur George Lucas hat im Film einen kurzen Cameo-Auftritt: als Baron Papanoida steht er blau geschminkt, mit Vollbart und einem Turban auf dem Kopf unbeteiligt in einem Opernfoyer. Lucas’ Sohn Jett ist in einer kleinen Nebenrolle zu sehen: Er greift als Jedi-Schüler Zett Jukassa eine Gruppe von Klontruppen an, die den Jedi-Tempel stürmen, woraufhin Senator Bail Organa mit seinem Speeder fliehen kann.
- Als Anakin und Obi-Wan zum Empfang der Politiker fliegen, sieht man unten im Bild den Millennium Falcon von Han Solo landen. Ob es sich bei diesem Schiff nach den Erscheinen von Solo: A Star Wars Story, der 10 Jahre später spielt und der Millennium Falcon ein verändertes Äußeres hat, nach wie vor um Han Solos Schiff handelt, ist bislang nicht bekannt.
- Der Todesstern hat auch einen kurzen Auftritt als Hologramm bei der Versammlung der Separatistenführer auf Mustafar. Am Ende des Films erscheint er nochmals als Gerüstkonstruktion. Ebenfalls zu sehen ist in dieser Einstellung eine jüngere Version von Gouverneur Tarkin, dem späteren Kommandanten der Raumstation. Der Schauspieler Wayne Pygram bekam hierzu eine Vollmaske, damit er die markanten Gesichtszüge des Originaldarstellers von 1977, Peter Cushing, erhielt.
- Die chinesische Schauspielerin Bai Ling zierte im Juni 2005 als erste Frau aus der Volksrepublik China das Titelblatt des amerikanischen Herrenmagazins Playboy. George Lucas bestritt Lings eigene Aussage, dass aufgrund dieser Bilder ihre Szenen als Senatorin Bana Breemu aus dem Film entfernt wurden. Die Schnitte seien aus filmtechnischen Gründen notwendig gewesen.
- Zum Film gibt es ein gleichnamiges Videospiel, in dem die Filmhandlung nachgespielt werden kann.
- Dem Film ging die Veröffentlichung von James Lucenos Roman Labyrinth des Bösen (ISBN 978-3-442-36226-4) voraus, dessen Handlung vor Episode III spielt und deren Vorgeschichte darstellt. Das englischsprachige Hörbuch zu Labyrinth des Bösen (Labyrinth of Evil) wird von Jonathan Davis gelesen.[8] Dieses Buch gehört mittlerweile allerdings nicht mehr zum offiziellen Star-Wars-Kanon, nachdem Disneys Lucasfilm die Kontinuität im April 2014 neu definierte.

## Promotion und Veröffentlichung
Nach mehreren Wohltätigkeitsveranstaltungen in US-Städten fand die offizielle Premiere bei den Filmfestspielen von Cannes 2005 außerhalb des Wettbewerbs statt. Kinostart war dann in den meisten Ländern am 19. Mai 2005. Anlässlich der Kino-Premiere fuhren die Formel-1-Wagen von Red Bull Racing zum Großen Preis von Monaco am 22. Mai 2005 im Star-Wars-Design. Auch die Teamkleidung wurde entsprechend angepasst. Beide Boliden schieden während des Rennens jedoch aus.
Star Wars: Episode III spielte weltweit rund 849 Millionen Dollar ein, darunter 380 Millionen US-Dollar in den USA und 47 Millionen US-Dollar in Deutschland (5.609.645 Besucher). Die Produktionskosten betrugen ca. 113 Millionen US-Dollar. In der Liste der weltweit erfolgreichsten Filme aller Zeiten belegt Star Wars: Episode III – Die Rache der Sith derzeit Platz 94 (Stand: 19. April 2025).
Star Wars: Episode III – Die Rache der Sith ist der einzige Star-Wars-Film, der nach seinen diversen Veröffentlichungen unverändert zur Kinofassung ist. Für den DVD- und VHS-Verkauf wurde zwar damals eine andere Überblendung zweier Szenen verwendet. Dieser Effekt wurde für die Blu-ray-Fassung jedoch wieder verworfen und der Kinofassung angeglichen.
Eine 3D-Wiederveröffentlichung, welche für den 4. Oktober 2013 geplant war (Episode I erschien im Februar 2012 in 3D im Kino), wurde von Lucasfilm am 29. Januar 2013 abgesagt. Dies begründete man mit den Arbeiten an einer neuen Sequel-Trilogie der Star-Wars-Saga, welche die vollen Kapazitäten benötige. Nachdem aber schon die 3D-Version von Episode II auf der Star Wars Celebration Europe im Juli 2013 Premiere feierte und danach nur selten gezeigt wurde, wurde Episode III am 17. April 2015 auf der Star Wars Celebration Anaheim zum ersten Mal in 3D vorgeführt.
Für die Video-on-Demand-Veröffentlichung wurde erstmals seit der Übernahme von Disney der Einspieler von 20th Century Fox entfernt.

## Deutsche Fassung
Die Berliner Synchron übernahm wie schon bei anderen Star-Wars-Filmen die deutsche Vertonung. Tobias Meister schrieb erneut das Dialogbuch und führte die Dialogregie. Zudem lieh er wieder Yoda seine Stimme.
| Rollenname                            | Darsteller                            | Synchronsprecher    |
| ------------------------------------- | ------------------------------------- | ------------------- |
| Obi-Wan Kenobi                        | Ewan McGregor                         | Philipp Moog        |
| Count Dooku/Darth Tyranus             | Christopher Lee                       | Klaus Sonnenschein  |
| Padmé Amidala                         | Natalie Portman                       | Manja Doering       |
| Anakin Skywalker/ Darth Vader         | Hayden Christensen                    | Wanja Gerick        |
| Anakin Skywalker/ Darth Vader         | James Earl Jones (Stimme Darth Vader) | Reiner Schöne       |
| Mas Amedda                            | David Bowers                          | Roland Hemmo        |
| Ki-Adi-Mundi                          | Silas Carson                          | Norbert Gescher     |
| Vizekönig Nute Gunray                 | Silas Carson                          | Joachim Siebenschuh |
| Rune Haako                            | Jerome Blake                          | Karl Heinz Oppel    |
| Kanzler Sheev Palpatine/Darth Sidious | Ian McDiarmid                         | Friedhelm Ptok      |
| Mace Windu                            | Samuel L. Jackson                     | Helmut Gauß         |
| Bail Organa                           | Jimmy Smits                           | Tom Vogt            |
| Yoda                                  | Frank Oz (Stimme)                     | Tobias Meister      |
| C-3PO                                 | Anthony Daniels                       | Wolfgang Ziffer     |
| Commander Cody                        | Temuera Morrison                      | Martin Keßler       |
| Klonkrieger                           | Bodie Taylor                          | Martin Keßler       |
| General Grievous                      | Matthew Wood (Stimme)                 | Rainer Doering      |

## Rezeption

### Kritik
Die Rache der Sith erhielt ein gutes Presseecho, was sich auch in den Auswertungen US-amerikanischer Aggregatoren widerspiegelt. So erfasst Rotten Tomatoes überwiegend positive Besprechungen und ordnet den Film dementsprechend als „Zertifiziert Frisch“ ein. Laut Metacritic fallen die Bewertungen im Mittel „Grundsätzlich Wohlwollend“ aus.

„Lucas ist ein meisterhafter Erzähler. Dieser Aspekt seiner Kreativität kommt hier voll zum Ausdruck, wenn er eine Geschichte entspinnt, so packend wie eine griechische Tragödie oder eine von Shakespeare: Ein Mann erlangt erst Macht, sobald er das Liebste opfert bis hin zu seiner Seele. […] Schon allein visuell kann kein anderer Film mit der Rache der Sith gleichziehen. Selbst die nebensächlichsten Hintergründe lassen die Augen übergehen vor lauter Spektakel. Und was die Weltraumschlachten angeht… ‚Unglaublich‘ wird dem nicht im Ansatz gerecht. Sie verblüffen mit Lebendigkeit und Komplexität. […] Erst jetzt kann man einen Schritt zurücktreten und das volle Bild betrachten, das George Lucas und die Zauberer von ILM über drei Jahrzehnte gemalt haben.“

Roger Ebert sagte in seiner Kritik bei der Chicago Sun-Times: „George Lucas hat erreicht, was nur wenigen Künstlern gelingt; er hat seine eigene Welt kreiert und bevölkert.“ Das Resumé lautete: „Die Rache der Sith ist großartige Unterhaltung.“
Für den Filmdienst erfüllte der sechste Teil der Sternensaga „vor allem die Pflicht, die einzelnen Teile logisch zu verknüpfen, wobei kaum Raum für spielerische Kreativität und erzählerische Eigenständigkeit bleibt.“ Man lobte die „visuell höchst eindrucksvolle Szenerien“, welche aber nur begrenzt „für die plakativen Diskurse über ‚Gut‘ und ‚Böse‘, Schicksal und Bestimmung.“ entschädigen kann.
Der französische Psychiater Eric Bui sieht in der Darstellung Anakins ein sehr zutreffendes Beispiel für die Borderline-Persönlichkeitsstörung.

### Auszeichnungen
Oscar 2006
- Nominierung in der Kategorie Bestes Make-up für Dave Elsey und Nikki Gooley

Saturn Award 2006
- Auszeichnung in der Kategorie Bester Science-Fiction-Film für George Lucas und Rick McCallum
- Auszeichnung in der Kategorie Beste Musik für John Williams
- Nominierung in der Kategorie Bester Hauptdarsteller für Hayden Christensen
- Nominierung in der Kategorie Beste Hauptdarstellerin für Natalie Portman
- Nominierung in der Kategorie Bester Nebendarsteller für Ian McDiarmid
- Nominierung in der Kategorie Beste Regie für George Lucas
- Nominierung in der Kategorie Beste Spezialeffekte für John Knoll, Roger Guyett, Rob Coleman und Brian Gernand
- Nominierung in der Kategorie Bestes Drehbuch für George Lucas
- Nominierung in der Kategorie Beste Kostüme für Trisha Biggar
- Nominierung in der Kategorie Bestes Make-up für Dave Elsey, Lou Elsey und Nikki Gooley

Grammy Awards 2006
- Nominierung in der Kategorie Bestes komponiertes Soundtrackalbum für Film, Fernsehen oder visuelle Medien für John Williams

Bogey Platin
- 5 Millionen Kinobesucher in 50 Tagen

Goldene Himbeere 2006
- Auszeichnung in der Kategorie Schlechtester Nebendarsteller für Hayden Christensen